# چربی‌دوستی
چربی‌دوستی (به انگلیسی: Lipophilicity)، یک ترکیب شیمیایی است که توانایی حل‌شدن در لیپیدها، روغن‌ها و چربی‌ها و حلال‌های ناقطبی (مانند هگزان یا تولوئن) را داشته باشد. این دسته از حلال‌ها خود چربی دوست هستند؛ بنابراین دیگر لیپوفیل‌ها تمایل به حل شدن در آن‌ها دارند. لیپوفیل‌ها در بیشتر موارد آب‌گریز هستند.